# Клаудио Граф
Клаудио Фернандо Граф (на испански: Claudio Fernando Graf) е аржентински футболист нападател, носил екипа на Литекс. Роден е в Баия Бланка- един от най-важните пристанищни градове на Аржентина, намиращ се на юг от провинция Буенос Айрес.

## Кариера
Първите си стъпки във футбола започва в Линиерс, малък клуб от предградията на Буенос Айрес, а дебюта си в професионалния футбол прави през 1994 г. На един шампионатен мач срещу Росарио Сентрал, вкарва хеттрик и така феновете на Линиерс започват да го наричат „Сан Граф“ (светеца Граф). Още от рано голмайсторските му умения са забелязани и той е привлечен в Атлетико Банфийлд за шампионатите на Апертура и Клаусура. Кариерата му продължава през редица аржентински отбори като Расинг клуб, Килмес, гранда Индепендиенте, Колон де Санта Фе. През 2001 г. е наблюдаван лично от мениджъра на клуба от Ловеч Цветан Зеленски и е привлечен Литекс заедно със своя сънародник Марсело Сармиенто и така двамата стават първите аржентинци, подвизавали се в Българския шампионат. При пристигането си в Литекс той е представен като „машина за голове“, като за 3 сезона е вкарал 46 попадения за „Расинг“ и „Индепендиенте“. Подписва с „оранжевите“ договор до 2005 г. Утвърждава се като титуляр, но изявите му са колебливи. Автор е на победното попадение срещу гръцкия гранд Панатинайкос като отбелязва гол в добавеното от съдията продължение (90+4) в турнира за Купата на УЕФА и така праща срещата в продължения, където ловчанлии губят с 2-1. Не оправдава доверието на треньорското ръководство и през зимния трансферен прозорец на сезон 2002/2003 г. е освободен. Завръща се в родината си и подписва договор с елитния Чакарита Хуниорс. През 2005 преминава в Ланус където изкарва три сезона. През януари 2007 г. преминава в турския първодивизионен Шекерспор, но в края на сезона отборът му изпада от елита и Граф е пренуден да напусне клуба. Заминава за мексиканския град Гуадалахара, за да се присъедини към настоящия си клуб Веракрус, който се състезава в Първа Дивизия на Мексико.